# Værker af P.E. Lange-Müller
Dette er en oversigt over værker af P.E. Lange-Müller.
- Billeder fra riddertiden (klaversuite ca. 1864)
- op. 1 Sulamith og Salomon (sange 1874)[1]
- op. 3 I Alhambra (orkestersuite 1876)
- op. 4 Tre digte af Bergsøe (1875)
- Novemberstemning (kor 1876)
- op. 5 Korsange (Tonernes flugt, Novemberstemning…. 1876)
- op. 6 Otte sange af Ingemann (Sulamiths sang i dronningehaven, Kæmpens sang, Sulamiths sang på brudekarmen,… 1876)
- op. 7 Tove (opera 1878)[1]
- op. 8 12 klaverstykker
- op. 9 Niels Ebbesen (baryton, mandskor og orkester 1878)[1]
- op. 10 Tolv kor– og kvartetsange (bl.a. Kornmodsglansen)
- op. 11 Sange til tekster af Thor Lange (Hvorfor hælder piletræet, Kosakken…)
- op. 13 I mester Sebalds have (skuespil 1880)
- op. 14 Seks danske sange (Ved solnedgang, Frisk vejr, Alverden er syg.. 1882)
- op. 15 Fulvia (skuespil)[2]
- op. 16 Fem norske Sange
- op. 17 Symfoni nr. 1 i d-mol ("Efterår" – 1879/1882)
- op. 18 Seks folkeviser efter Thor Lange (Skin ud du klare solskin, Piletræet bøjer sig, Lille røde Rønnebær… 1882)
- op. 19 Stemninger fra Rusland (Himlen ulmer svagt i flammerødt, Se blygrå sky'r, Aftenskæret over skoven står, Det skumrer, Se blygrå sky'r… 1882)
- op. 20 Fire digte af Tolstoj (En rand af diset hede, Dybt i skumring, Se som skygger hen ad himlen, Under sneen begraves... 1883)
- op. 21 Tre salmer (kor og orkester 1883)[1]
- op. 22 Spanske studenter (opera 1883)[1]
- op. 23 Sange af Drachmann (Bjørnen.. 1884)
- op. 24 Sange af Ernst von der Recke
- op. 25 Der var engang (skuespil 1887)[2]
- op. 26 Meranerreigen (klaver)
- op. 27 Sechs ernste Lieder (Verzogen, verflogen, Die du bist so schön, Nimm mich auf, Der Zimmermann, Die heil'gen drei Könige… 1885)
- op. 28 Fem franske Sange
- op. 29 Zwei Madonnalieder (mezzosopran, kor og orkester)[2]
- op. 30 Fru Jeanna (opera 1891)[2]
- op. 31 Thabor – Ved løvfaldstid (sange)
- op. 33 Symfoni nr. 2 i d-mol (1889/1915)
- op. 34 Otte folkeviser efter Thor Lange (Hyrden drager sin kappe på, Højt op i fjeldet, Al min kærlighed, Alle de urter er sprungne ud, Det er den blide sommer. Gik du fra mig ud, I Würtzburg ringe de klokker til fest, Silde den aften – 1888)
- op. 35 Korsange
- op. 36 Kantate til hundredeåret for stavnsbåndets løsen (1888)
- Kantate ved den nordiske Industriudstillings Aabningsfest 1888
- Udstillingskantaten (kor og orkester 1888)
- Albumsblade (1889) for strygekvartet
- op. 38 Tre sange fra polsk og russisk (I skoven I, I skoven II, Skytsenglen – 1890)
- op. 39 Tre fantasistykker for violin og klaver (1895)
- op. 40 Sange af Karl Gjellerup
- op. 41 Ved Bosperus (skuespil 1891)[2]
- op. 42 Peter Plus (skuespil)[2]
- op. 44 Hertuginden af Burgund (skuespil)
- op. 47 Weyerburg (orkestersuite 1894)[2]
- op. 48 "Letizia" (skuespil 1898)[2]
- op. 49 Danse og intermezzi (klaverstykker)
- op. 50 Vikingeblod (opera 1900)
- op. 53 Klavertrio i f-mol (1898)[2]
- op. 54 Tre sange ved havet (Jeg sejled en nat over, Og da jeg sejled, Snart er de lyse nætter)
- op. 55 Middelalderlig (melodrama 1896)
- op. 56 Syv skovstykker (klaverstykker)[2]
- op. 57 Fire sange af "Cosmus" (Solen springer ud som en rose, Jeg synger om en kongesøn, Den vedben har ej blomster og Den hvide lyng – 1898)
- op. 59 Renaissance (melodrama 1901)
- op. 60 "1848", Kantate ved Veteranfesten 1898
- op. 63 Romance for violin og orkester (1899) (findes også i en udgave for klaver og violin)
- op. 64 Sytten viser og sange efter Thor Lange (Ak favre ejer jeg fingre små, Tal sagte unge nattergal, I solen kvidre spurve små, Der står to roser, I brændingen, Bierne… 1899)
- op. 65 Tre madonnasange (kor 1900)[2]
- op. 66 Klaverfantasi i c-mol
- op. 67 Prolog ved Dansk Koncertforenings 1- koncert (Kor og orkester 1902)
- op. 68 Dæmpede melodier (klaverstykker)
- op. 69 Violinkoncert i C-dur (1904)
- op. 71 Kantate til H.C. Andersens 100-årsdag (1905)
- op. 72 Agnete og Havmanden (kor og orkester 1908)
- op. 75 Ni sange af Ernst von der Recke (Alt dækker nattens, Jeg fik ej blund i øjet… 1908)
- op. 77 Vandringsmandens sange (Jeg vandrer ad den vej, Herre er det dig der kommer, Som en dæmpet klang af... )

- Klokkesignaler til Københavns rådhus (1905)
- Sommernat ved Sundet (orkester)
- In Memorian (orkester 1914)
- Lamentazione (orkester 1914)